# Classic Queen
Classic Queen é uma coletânea de músicas da banda de rock inglesa Queen, lançada em 1992 pela Hollywood Records. Foi lançado simultaneamente em vídeo (VHS), cassete e CD. Seu VHS contém 2 Vídeos inéditos, são eles: "Stone Cold Crazy" e "One Year Of Love".
A Faixa "The Miracle", na versão do CD e cassete, foram editadas.

## Faixas
1. A Kind of Magic (Roger Taylor)
2. Bohemian Rhapsody (Freddie Mercury)
3. Under Pressure (Queen e David Bowie)
4. Hammer to Fall (Brian May)
5. Stone Cold Crazy (Queen)
6. One Year of Love (John Deacon)
7. Radio Ga Ga (Roger Taylor)
8. I'm Going Slightly Mad (Queen)
9. I Want It All (Queen)
10. Tie Your Mother Down (Brian May)
11. The Miracle (Queen)
12. These Are the Days of Our Lives (Queen)
13. One Vision (Queen)
14. Keep Yourself Alive (Brian May)
15. Headlong (Queen)
16. Who Wants To Live Forever (Brian May)
17. The Show Must Go On (Queen)